# Byte Drive 500

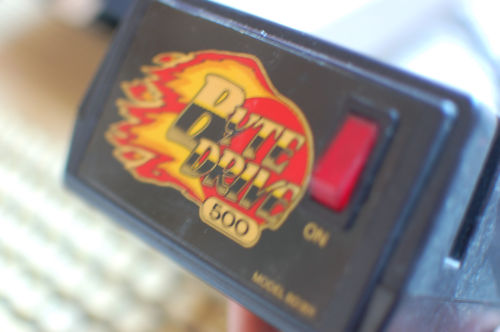

Byte drive 500 je disketová jednotka vyráběná společností ITL Kathmill Ltd pro počítače Apple, BBC Micro, Commodore 64, Oric, Sinclair ZX Spectrum. Pro počítače Oric existovala jako alternativa ke standardnímu diskovému řadiči Oric Microdisc. Ve variantě pro počítače Oric disketová jednotka kromě disketových příkazů poskytovala i rozšíření Basicu, jako práci s okny, možnost psaní příkazů zkratkami a zadávání příkazů jak malými tak velkými písmeny. Poskytovala tak více možností, než Oric Microdisc. Verze pro počítače Sinclair ZX Spectrum byla přislíbena v době, kdy pro tyto počítače kromě ZX Microdrive existoval pouze disketový systém Viscount disk drive.
Veškerá elektronika řadiče se nacházela v kabelu, kterým se disketová jednotka připojovala k počítači, takže při výměně počítače za jiný typ bylo možné koupit pouze nový kabel a disketovou jednotku tak bylo možné využívat dále. Kromě vlastního řadiče elektronika v kabelu obsahovala zákaznický obvod a paměť ROM o velikosti 16 KiB. Operační systém použitý v disketové jednotce Byte Drive 500 je BDDOS.
Na základě dohody se společností Digital Research měla vzniknout i varianta disketové jednotky podporující operační systém CP/M. Ve variantě pro Sinclair ZX Spectrum měla disketová jednotka proti ne-CP/M verzi obsahovat navíc 16 KiB RAM. Protože počítače Oric a Commodore 64 nejsou založeny na procesoru Z80, CP/M verze řadiče pro tyto počítače pro měla obsahovat procesor Z80 jako druhý procesor a 64 KiB paměti RAM. Varianta pro počítače Oric 1 a Oric Atmos měla obsahovat také vestavěný modem.

## Charakteristika disketové jednotky
- 3" oboustranné diskety o velikosti 440 KiB (220 KiB na stranu)
- 11 sektorů na stopu
- průměrná doba přístupu: 3 μs

Souborový systém disketové jednotky obsahoval příznaky, pro který typ počítače je který soubor na médiu určen. Připojený počítač pak mohl pracovat pouze se soubory určenými pro něj, ostatní pro něho byly skryté.